# Yúliya Kachálova
Yúliya Nikoláyevna Kachálova –en ruso, Юлия Николаевна Качалова– (Moscú, 13 de diciembre de 1989) es una deportista rusa que compite en piragüismo en la modalidad de aguas tranquilas. Ganó una medalla de bronce en el Campeonato Europeo de Piragüismo de 2009.

## Palmarés internacional
| Campeonato Europeo | Campeonato Europeo     | Campeonato Europeo | Campeonato Europeo |
| Año                | Lugar                  | Medalla            | Competición        |
| ------------------ | ---------------------- | ------------------ | ------------------ |
| 2009               | Brandeburgo (Alemania) | Medalla de bronce  | K1 4 × 200 m       |